# One eskimO
One eskimO (с англ. — «Один эксимоС») — британская рок-группа, проект музыканта Кристиана Леонтью, основанный в 2007 году.

## О группе
One eskimO является проектом лондонского музыканта Кристиана Леонтью, ранее выступавшего сольно. Ещё в 2004 году Леонтью выпустил альбом Some Day Soon на лейбле Polydor Records. Несмотря на коммерческий успех (пластинка стала «золотой») и успех среди слушателей (песня «Story of My Life» стала хитом в Великобритании), Леонтью остался недоволен развитием собственной карьеры и взял псевдоним One eskimO.
В 2006 году One eskimO отметился на альбоме британской электронной группы Faithless To All New Arrivals, после чего собрал полноценный коллектив, куда кроме него вошли барабанщик Адам Фолкнер, гитарист Пит Ринальди и бас-гитарист Джейми Сефтон. В 2007 группа выпустила сингл «Hometime», который получил популярность благодаря использованию в рекламе автомобиля Toyota Prius. В 2009 году вышел сингл «Kandi» и мини-альбом Debut, состоявший из четырёх песен. Группа отправилась в турне по Северной Америке на разогреве у Тори Эймос.
Творчество One eskimO представляет собой неторопливые баллады, напоминающие Snow Patrol. Обложки группы и видеоклипы содержат рисованные образы участников группы, которые представлены в виде эскимоса, пингвина, обезьяны и жирафа. «Я хотел рассказывать волшебные истории с детской невинностью, создавая при этом звуковое „путешествие“ для всех», — объяснял Кристиан Леонтью.
Полноценный дебютный альбом One eskimO All Balloons вышел в 2009 году. Второй альбом Faster Than Turtles увидел свет в 2015 году.

## Дискография
- 2009 — One Eskimo (EP)
- 2009 — All Balloons
- 2015 — Faster Than Turtles